# Nederlandse kampioenschappen schaatsen afstanden 1996 - 1500 meter vrouwen
De Nederlandse kampioenschappen schaatsen afstanden 1996 - 1500 meter vrouwen werden gehouden in februari 1996 in Kardinge, Groningen. 
Titelverdedigster Annamarie Thomas stond niet op de deelnemerslijst. Marieke Wijsman werd de nieuwe kampioen, voor Marianne Timmer en Sandra 't Hart.

## Uitslag
| #      | Schaatser          | Tijd    |
| ------ | ------------------ | ------- |
| Goud   | Marieke Wijsman    | 2.12,88 |
| Zilver | Marianne Timmer    | 2.13,20 |
| Brons  | Sandra 't Hart     | 2.13,31 |
| 4      | Barbara de Loor    | 2.13,41 |
| 5      | Renate Groenewold  | 2.15,68 |
| 6      | Frouke Oonk        | 2.16,40 |
| 7      | Sandra de Ronde    | 2.19,61 |
| 8      | Marja Vis          | 2.19,83 |
| 9      | Paula Buijtenhuijs | 2.20,60 |
| 10     | Arien Bosch        | 2.21,16 |
| 11     | Antoinette Voskuil | 2.21,47 |
| 12     | Marijke Kulik      | 2.22,16 |

1987 · 
1988 · 
1989 · 
1990 · 
1991 · 
1992 · 
1993 · 
1994 · 
1995 · 
1996 · 
1997 · 
1998 · 
1999 · 
2000 · 
2001 · 
2002 · 
2003 · 
2004 · 
2005 · 
2006 · 
2007 · 
2008 · 
2009 · 
2010 · 
2011 · 
2012 · 
2013 · 
2014 · 
2015 · 
2016 · 
2017 · 
2018 · 
2019 · 
2020 · 
2021 · 
2022 · 
2023 · 
2024 · 
2025